# Ghiacciaio Cascade
Il ghiacciaio Cascade (Cascade Glacier) è un ghiacciaio situato nell'Alaska (Stati Uniti) sud-centrale situato nel Census Area di Valdez-Cordova).

## Dati fisici
Il ghiacciaio si trova all'estremità nord-occidentale della Foresta Nazionale di Chugach (Chugach National Forest). Il suo orientamento più o meno è nord-sud e nasce nel gruppo montuoso Chugach (lato nord-occidentale). La fronte del ghiacciaio finisce nel braccio di mare "Barry" (Barry Arm) che si trova nello Stretto di Prince William (Prince William Sound). Il ghiacciaio si forma a circa 2 100 m s.l.m. contornato da tre picchi montuosi: il Globemaster Peak, il Mount Gilbert e il Mount Gannett.
Altri dati (le misure si riferiscono all'anno 1995):
- lunghezza 8 km;
- superficie 15 km²;
- larghezza massima 600 m;
- area di accumulazione 14 km²;
- area di ablazione 2 km²:
- pendenza circa 25% (quindi è un ghiacciaio scosceso[4]).

Altri ghiacciai vicini al Cascade sono:
| Nome del ghiacciaio | Quota alle coordinate indicate (m s.l.m.) | Coordinate             | Distanza e direzione dal ghiacciaio |
| ------------------- | ----------------------------------------- | ---------------------- | ----------------------------------- |
| Barry Glacier       | 1 115                                     | 61°13′06″N 148°00′40″W | 4 km verso sud-est                  |
| Serpentine Glacier  | 553                                       | 61°07′41″N 148°16′02″W | 5 km verso sud-ovest                |
| Coxe Glacier        | 1 199                                     | 61°08′38″N 148°02′12″W | 8 km verso est                      |

Il ghiacciaio è circondato dai seguenti monti (tutti appartenenti al gruppo montuoso del Chugach):
| Nome del monte   | Altezza (m s.l.m.) | Coordinate             | Distanza e direzione dal ghiacciaio |
| ---------------- | ------------------ | ---------------------- | ----------------------------------- |
| Mount Gannett    | 2 919              | 61°14′32″N 148°11′36″W | 11 km verso nord                    |
| Mount Gilbert    | 2 682              | 61°10′21″N 148°16′06″W | 5 km verso nord-ovest               |
| Mount Coville    | 1 310              | 61°07′11″N 148°04′27″W | 7 km verso sud-est                  |
| Globemaster Peak | 2 724              | 61°12′53″N 148°12′09″W | 8 km verso nord                     |
| Mount Curtis     | 1 152              | 61°04′34″N 148°05′40″W | 9 km sud-est                        |

## Storia

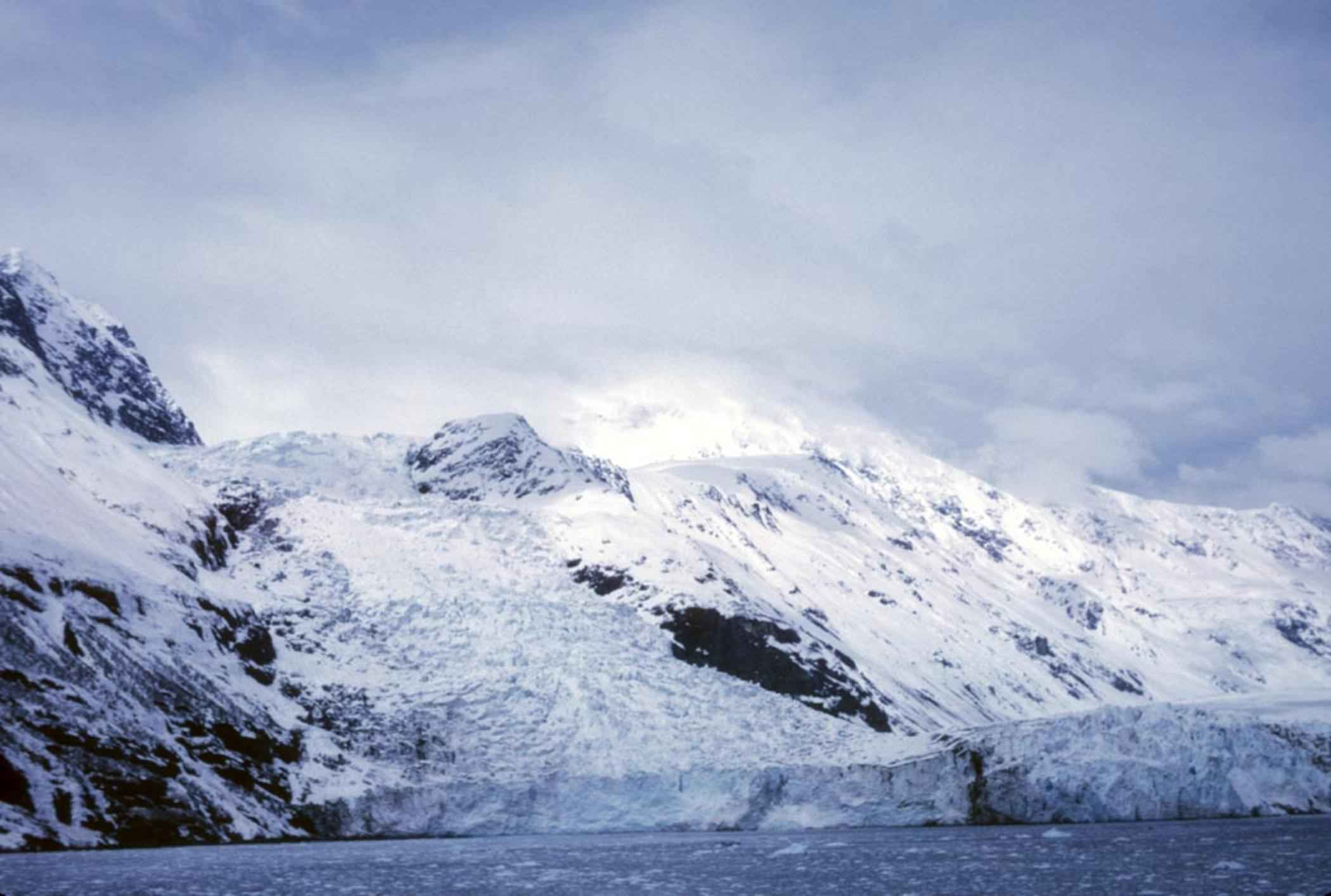
I ghiacciai Cascade e Barry uniti nel 1899

Alla fine del XIX secolo il ghiacciaio Cascade era unito al ghiacciaio Barry (Barry Glacier). In effetti Cascade era l'affluente più occidentale dell'esteso ghiacciaio Barry. Nel 1913 i due ghiacciai si divisero e il Cascade a più riprese (seguendo le fluttazioni del margine del ghiacciaio) mise in mostra una vasta area di roccia fresca appena sopra il livello del mare.

## Accessi e turismo
Il ghiacciaio è visibile dal braccio di mare chiamato Barry Glacier ed è raggiungibile solamente via mare da Whittier (50 km circa) a da Valdez (oltre 150 km circa). Durante la stagione turistica sono programmate diverse escursioni via mare da Whittier per visitare il ghiacciaio e quelli vicini.

## Immagini del ghiacciaio

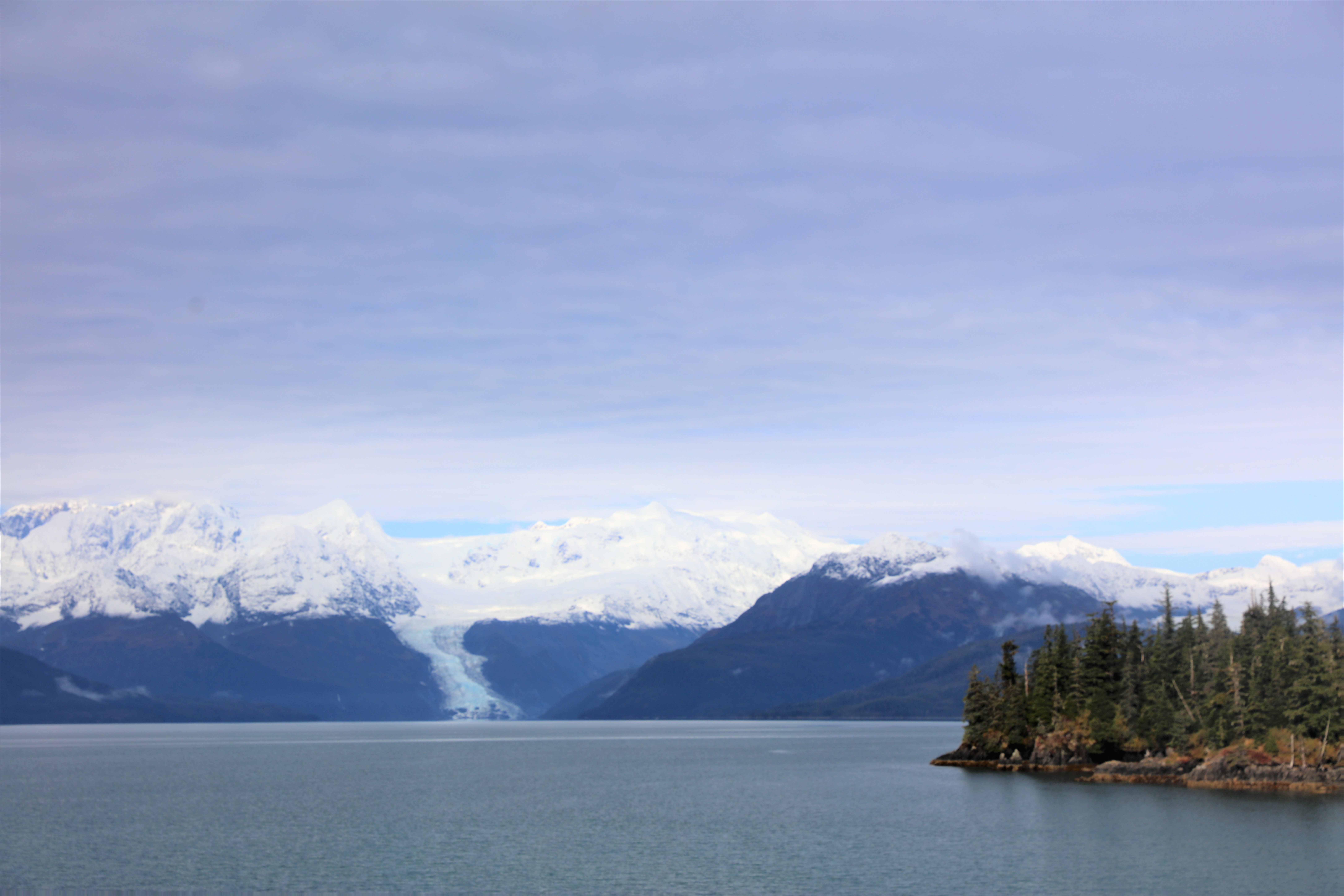
Il ghiacciaio visto dal braccio di mare Barry
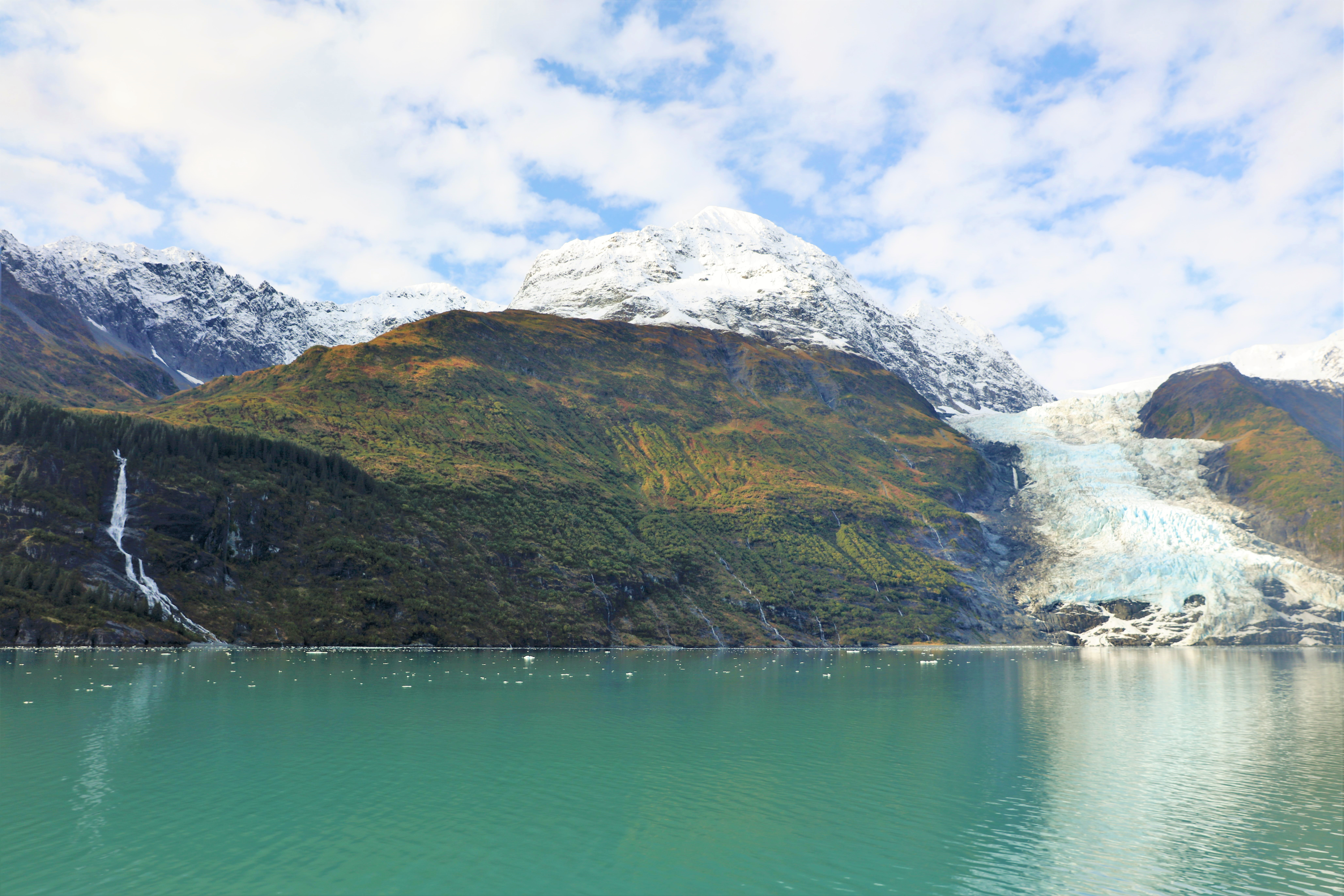
Il ghiacciaio in Settembre
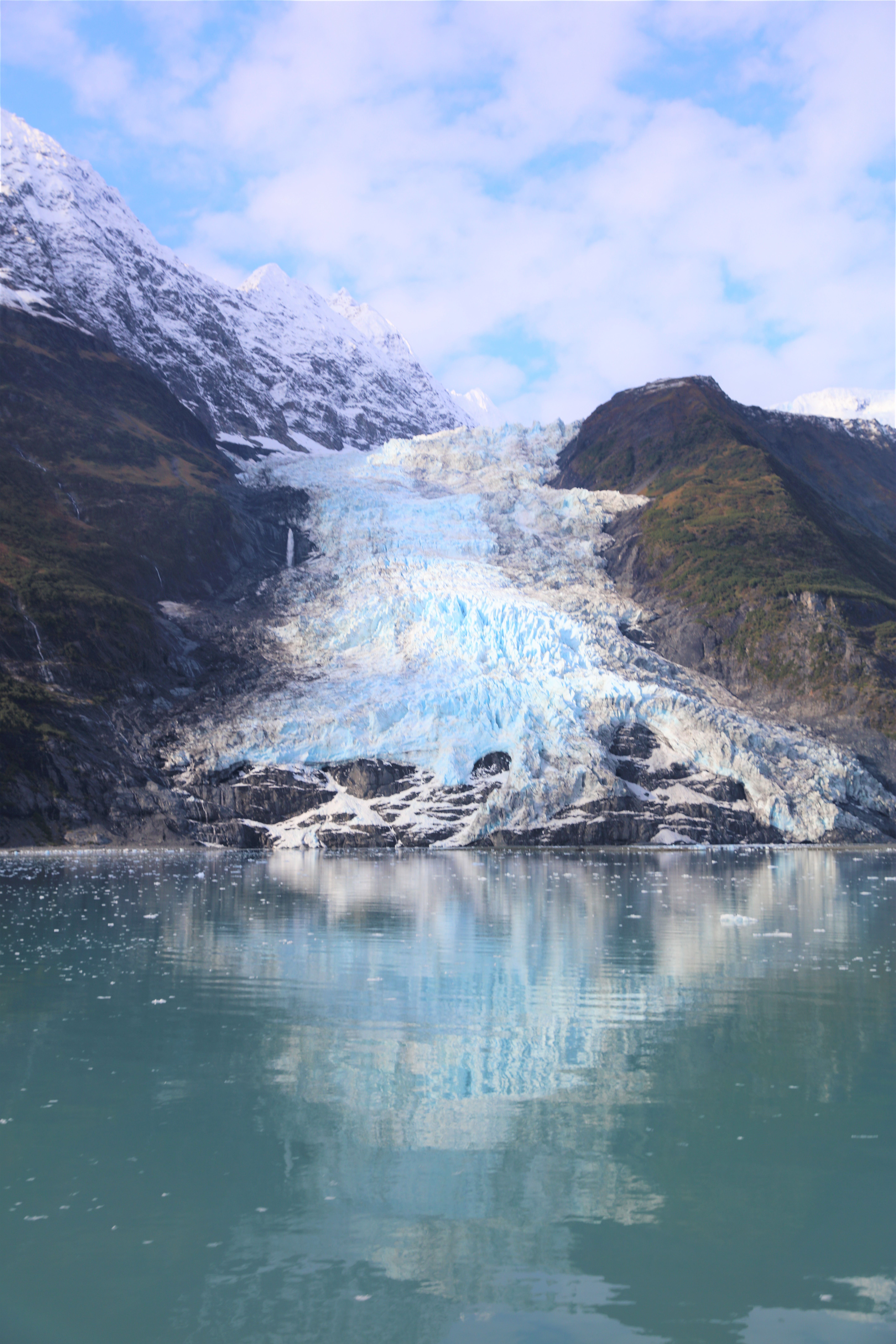
Fronte del ghiacciaio
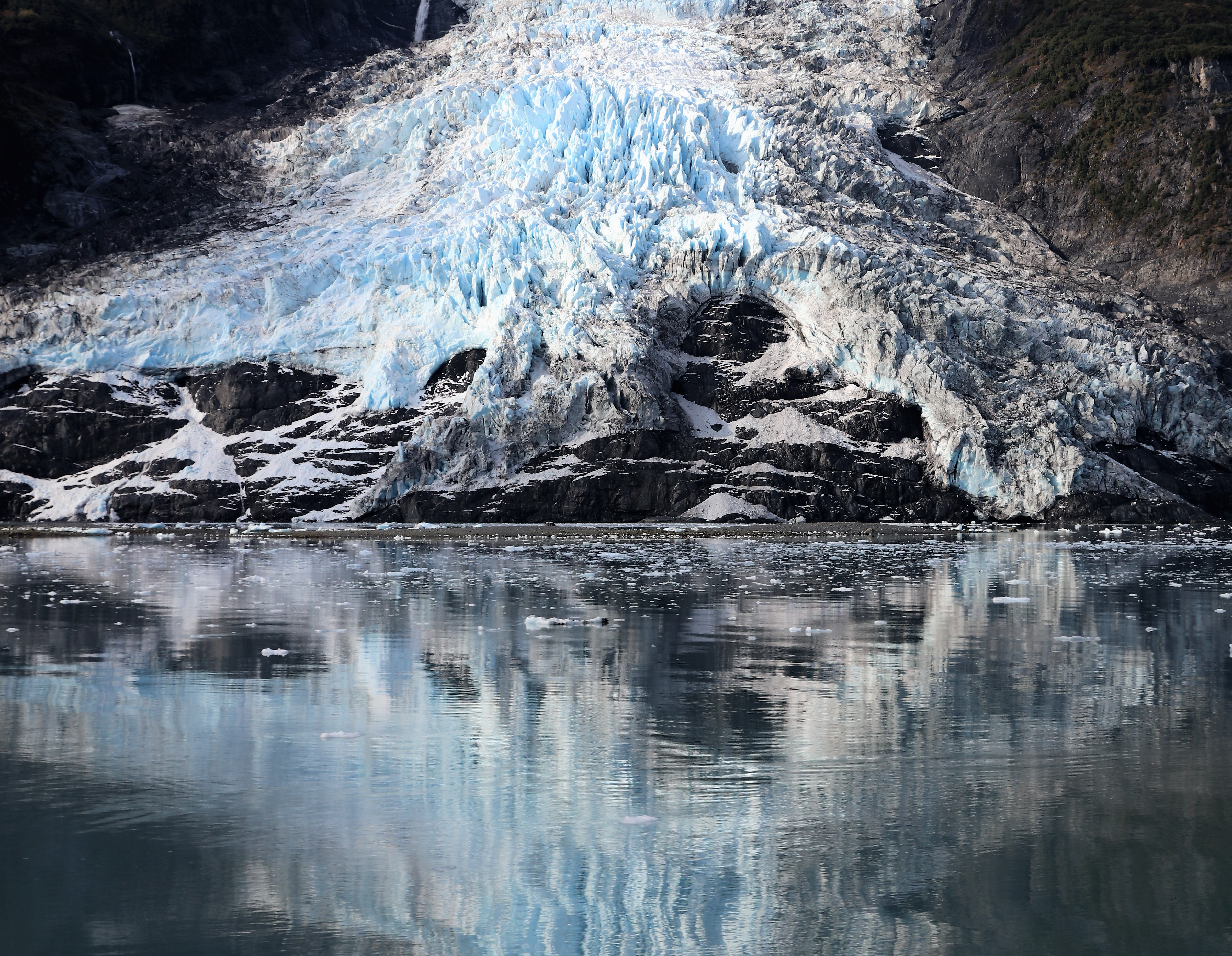
Il ghiaccio riflesso sul mare
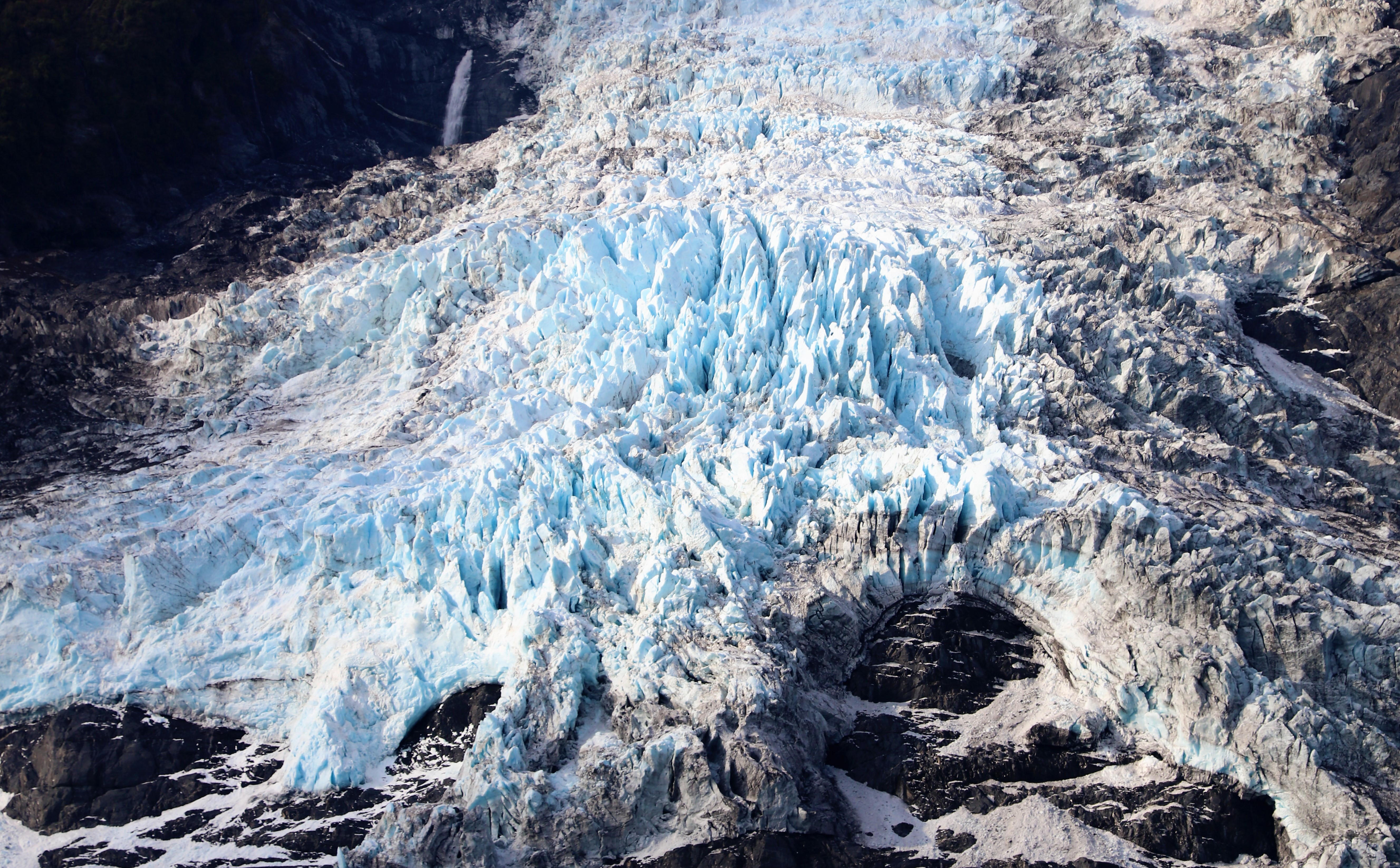
Particolare
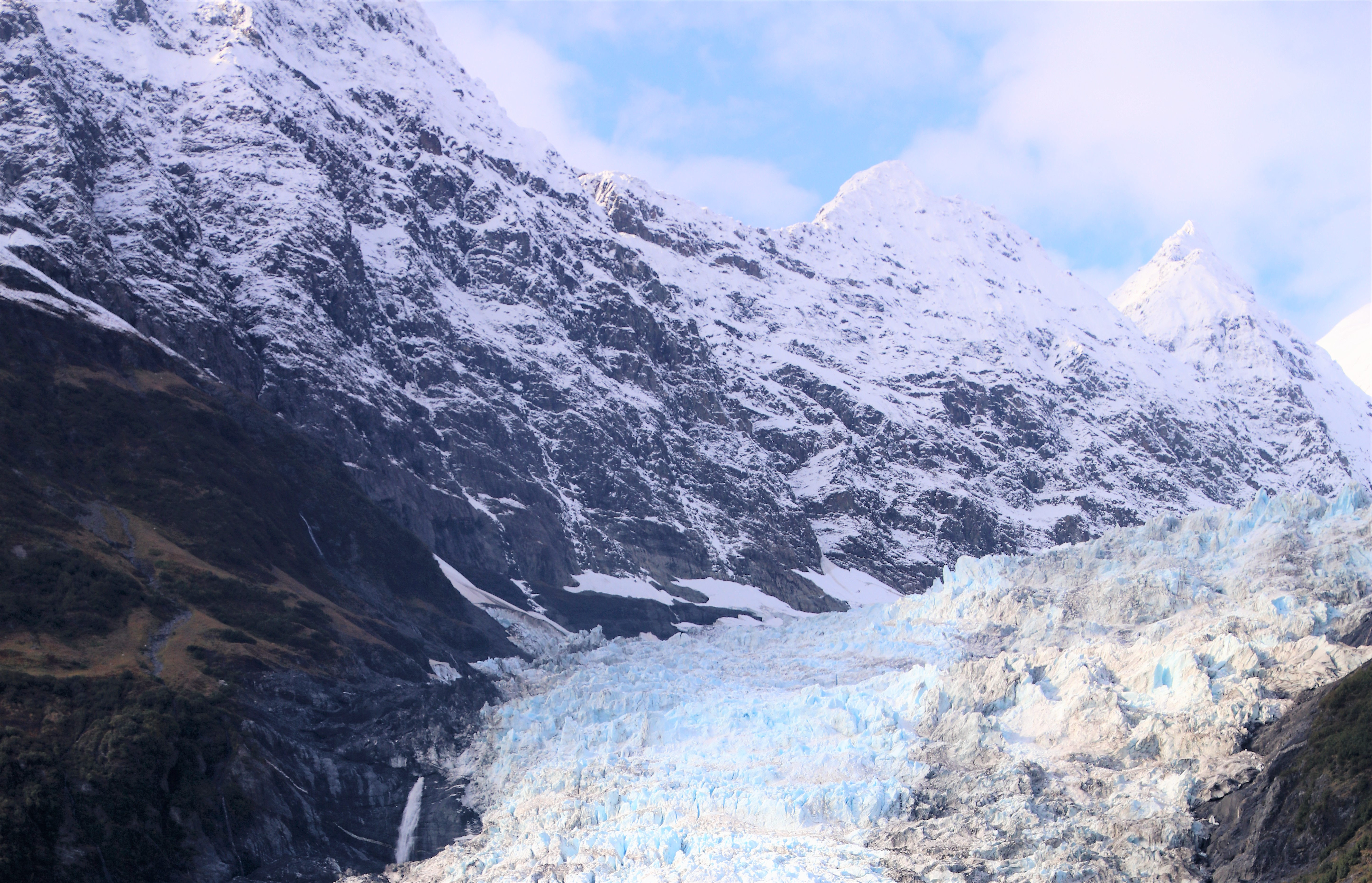
Particolare
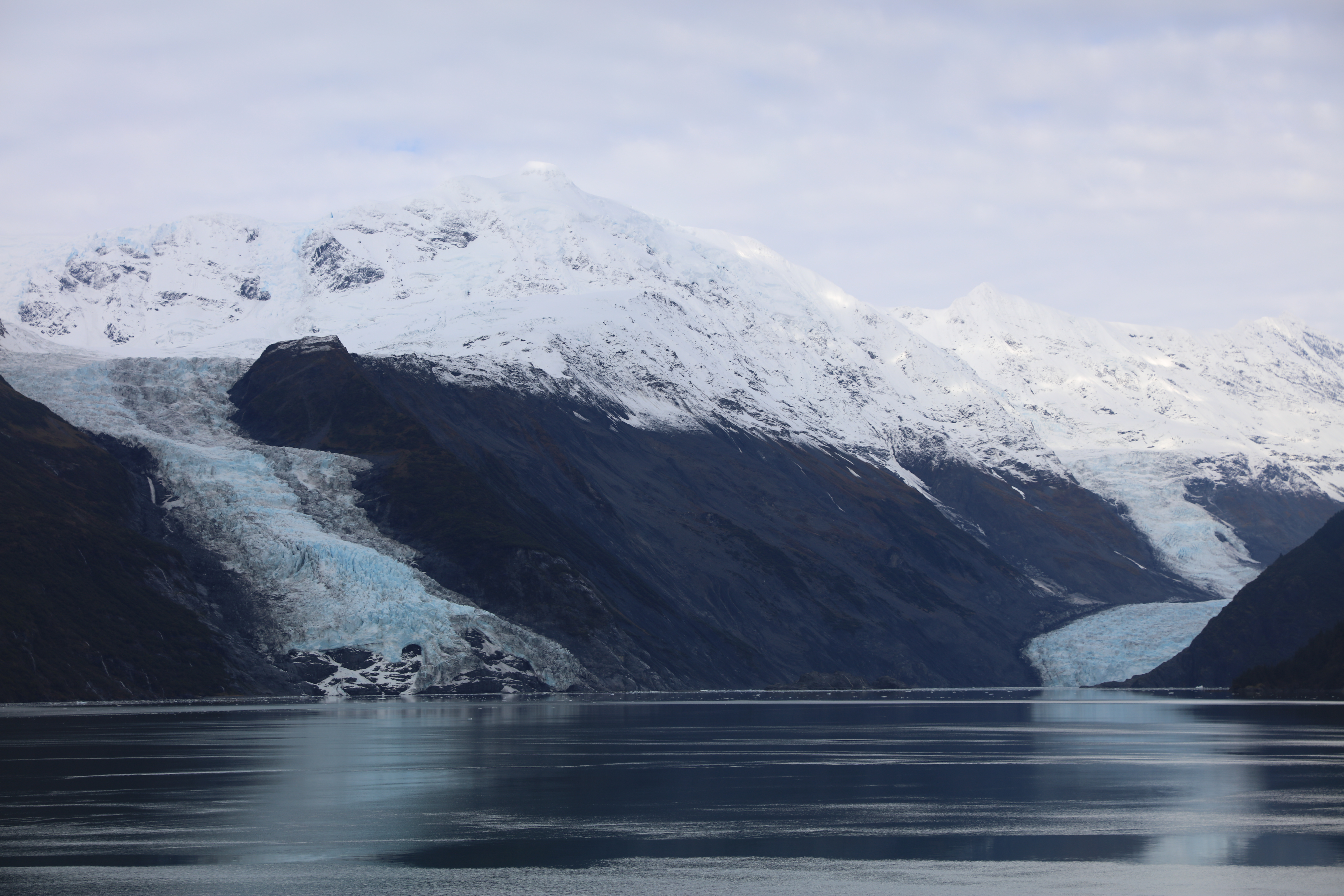
Il ghiacciaio con a destra il ghiacciaio Barry
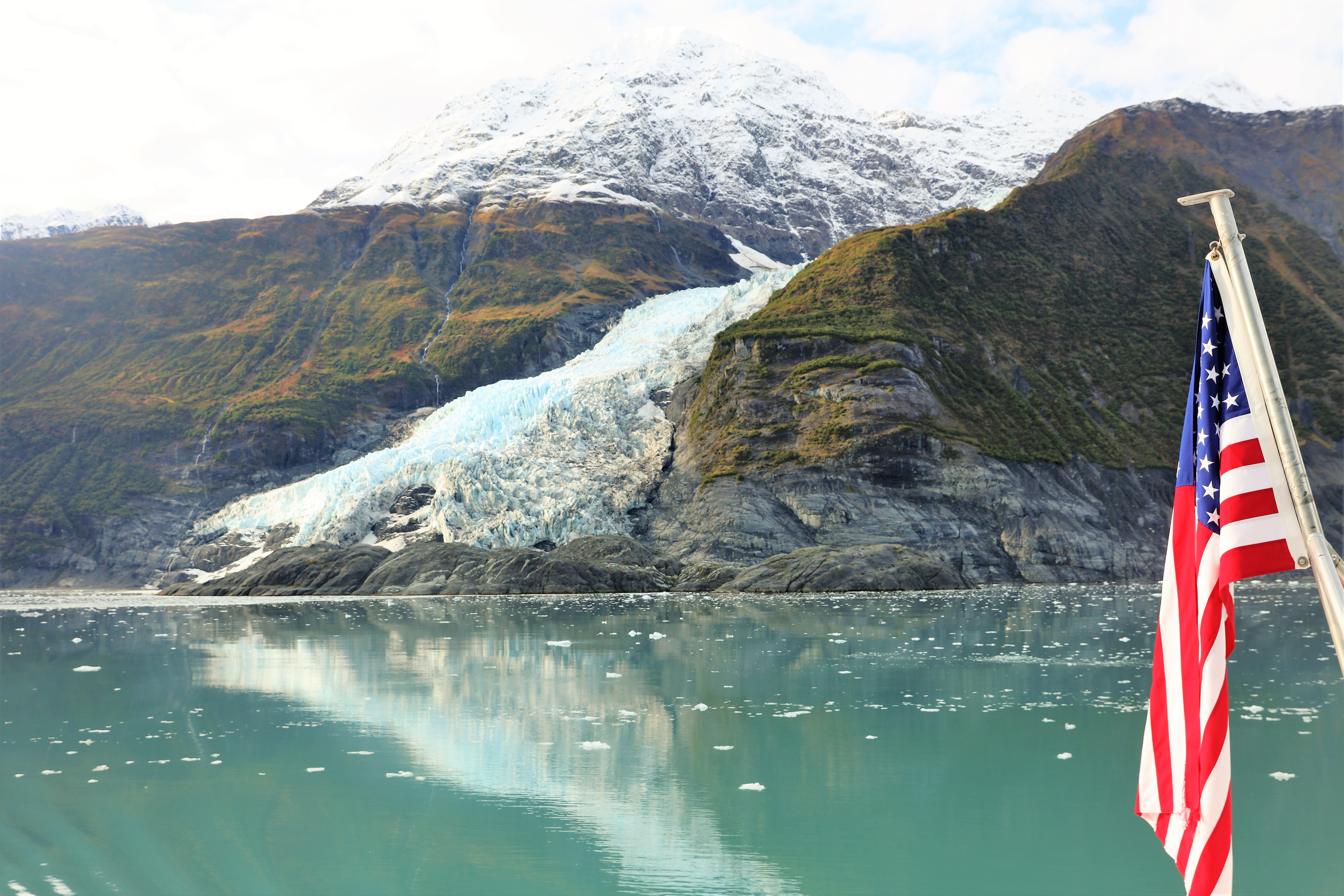
Fianco del ghiacciaio
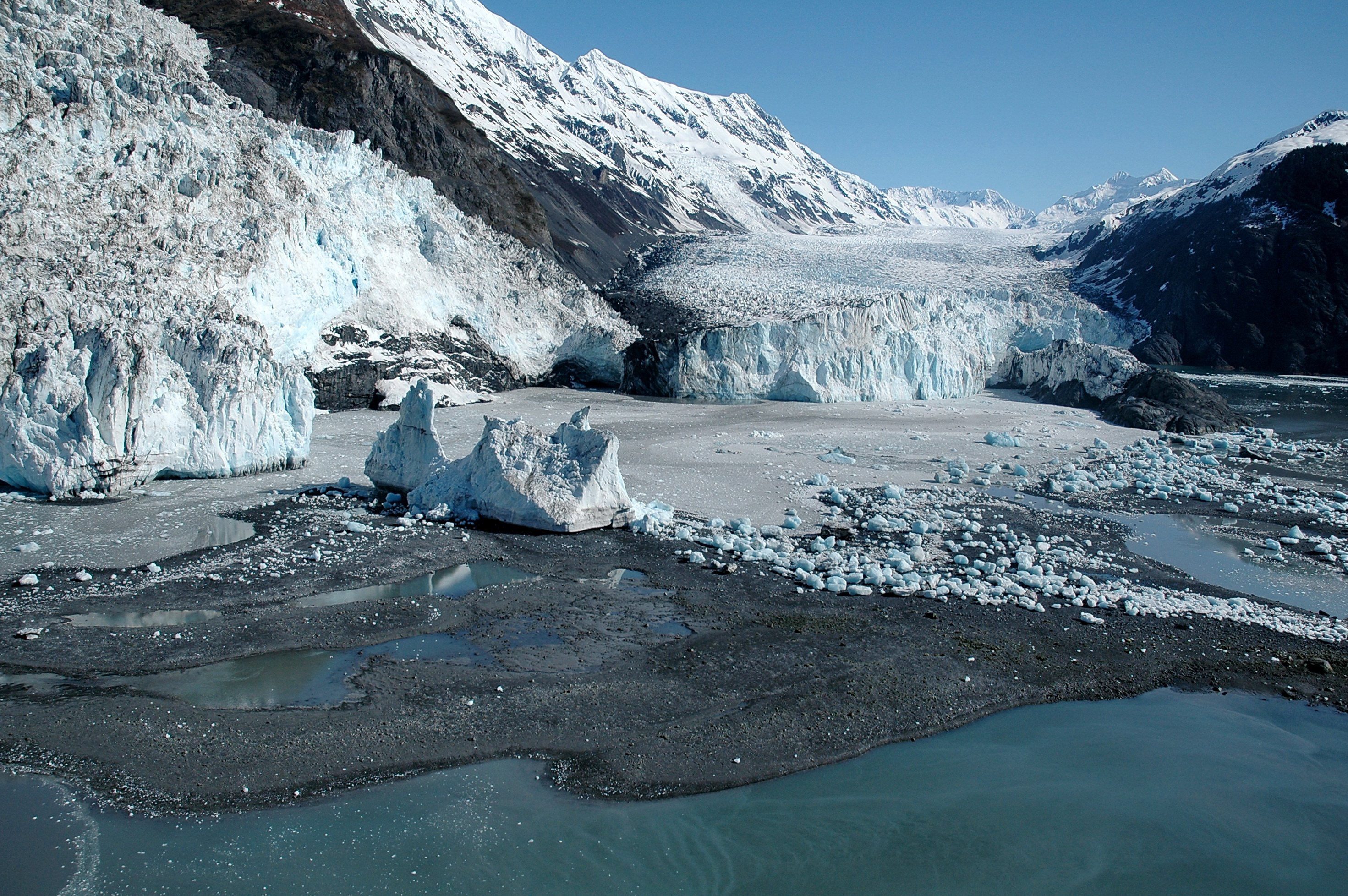
La fronte nel Novembre 2010